# П'єрр-Людовік Дюкло
П'єрр-Людовік Дюкло (англ. Pierre-Ludovic Duclos; нар. 8 січня 1986) — колишній канадський тенісист.
Найвищу одиночну позицію світового рейтингу — 229 місце досяг 13 лютого 2012, парну — 121 місце — 16 листопада 2009 року.
Завершив кар'єру 2012 року.

## Титули в одиночному розряді (3)
| Легенда (одиночний розряд) |
| Великий шлем (0)           |
| Tennis Masters Cup (0)     |
| Серія Мастерс ATP (0)      |
| Тур ATP (0)                |
| Челлендери (0)             |
| Ф'ючерси (3)               |

| Ранг | Дата            | Турнір                      | Покриття | Суперник                 | Рахунок       |
| 1.   | 24 вересня 2007 | Іспанія F36 (Мартос (Хаен)) | Тверде   | Мігель Анхель Лопес Хаен | 6–4, 7–6(9–7) |
| 2.   | 7 липня 2008    | Сирія F1 (Дамаск)           | Тверде   | Ріккардо Гедін           | 6–4, 6–1      |
| 3.   | 28 липня 2008   | Сенегал F1 (Дакар)          | Тверде   | Нільс Десайн             | 6–3, 7–5      |

## Парний розряд титули (21)
| Легенда (парний розряд)                   |
| Великий шлем (0)                          |
| Серія Мастерс 1000 Світового Туру ATP (0) |
| Світовий Тур ATP 500 (0)                  |
| Світовий Тур ATP 250 (0)                  |
| ATP Челленджери (5)                       |
| ITF Ф'ючерс (16)                          |

| Ранг | Дата              | Турнір                                        | Покриття          | Партнер               | Суперник                                    | Рахунок              |
| 1.   | 11 липня 2005     | U.S.A. F17 (Пеорія)                           | Ґрунт (відкритий) | Алешандре Сімоні      | Девід Мартін Джеремі Вуртзман               | 6–3, 7–6(7)          |
| 2.   | 6 березня 2006    | U.S.A. F6 (Мак-Аллен)                         | Тверде (відкрите) | Веслі Вайтгаус        | Міхел Конінґ Стевен Кортелінґ               | 6–3, 6–4             |
| 3.   | 24 квітня 2006    | Mexico City Challenger, (Мехіко)              | Тверде (відкрите) | Андре Гем             | Рік де Вуст Гленн Вейнер                    | 6–4, 0–6, [10–3]     |
| 4.   | 15 травня 2006    | Мексика F7 (Гвадалахара (Мексика))            | Ґрунт (відкритий) | Бруно Ечагарай        | Едуардо Перальта-Тельйо Віктор Ромеро       | 6–3, 6–3             |
| 5.   | 9 жовтня 2006     | Мексика F17                                   | Тверде (відкрите) | Рафаел Дюрек          | Мігель Гальярдо-Вальєс Карлос Паленсія      | 6–2, 6–4             |
| 6.   | 12 лютого 2007    | Мексика F2                                    | Тверде (відкрите) | П'єррік Їсерн         | Флоріс Кіліан Бой Вестергоф                 | 0–6, 7–6(2), [10–3]  |
| 7.   | 5 березня 2007    | Португалія F2                                 | Тверде (відкрите) | Нільс Десайн          | Мурад Іноятов Дмитро Сітак                  | 6–3, 6–4             |
| 8.   | 12 березня 2007   | Португалія F3                                 | Тверде (відкрите) | Франко Шкугор         | Луїс Антоніо Перес-Перес Серхіо Перес-Перес | 6–1, 6–0             |
| 9.   | 18 червня 2007    | Ірландія F1                                   | Килим (Outdoor)   | Рафаел Дюрек          | Баррі Кінґ Колін О'Браєн                    | 7–5, 7–6(2)          |
| 10.  | 24 вересня 2007   | Іспанія F36                                   | Тверде (відкрите) | Даніель Люстіг        | Мігель Анхель Лопес Хаен Серхіо Перес-Перес | 7–5, 5–7, [10–5]     |
| 11.  | 16 червня 2008    | Білорусь F2                                   | Тверде (відкрите) | Дмитро Сітак          | Сергій Демьохін Павло Котляров              | 7–5, 6–4             |
| 12.  | 28 липня 2008     | Сенегал F1                                    | Тверде (відкрите) | Нільс Десайн          | Бенжамен Бальре Філіпп Де Бонневі           | 7–5, 6–7(3), [10–5]  |
| 13.  | 4 серпня 2008     | Сенегал F2                                    | Тверде (відкрите) | Нільс Десайн          | Бенжамен Бальре Філіпп Де Бонневі           | 6–4, 6–4             |
| 14.  | 25 серпня 2008    | Італія F28                                    | Ґрунт (відкритий) | Нільс Десайн          | Янь Бай Цзюньчао Сюнь                       | 6–3, 6–3             |
| 15.  | 24 листопада 2008 | Ізраїль F5                                    | Тверде (відкрите) | Амір Хадад            | Себастьян Рішик Амір Вайнтрауб              | 6–3, 6–4             |
| 16.  | 2 лютого 2009     | Кот Д'Івуар F1                                | Тверде (відкрите) | Андреас Гайдер-Маурер | Андре Бегеманн Леонарду Таваріш             | 6–1, 6–7(5), [14–12] |
| 17.  | 19 жовтня 2009    | Франція F19                                   | Тверде (Indoor)   | Нільс Десайн          | Фабріс Мартен Аділ Шамасдін                 | 7–6(8), 1–6, [10–5]  |
| 18.  | 24 квітня 2010    | Manta Open – Trofeo Ricardo Delgado Aray      | Тверде (відкрите) | Райлер Дегарт         | Мартін Еммріх Андреас Сільєстрем            | 6–4, 7–5             |
| 19.  | 28 червня 2010    | Nielsen Pro Tennis Championship (Віннетка)    | Тверде (відкрите) | Райлер Дегарт         | Рік де Вуст Сомдев Девварман                | 7–6(4), 4–6, [10–8]  |
| 20.  | 28 серпня 2010    | Beijing International Challenger 2010 (Пекін) | Тверде (відкрите) | Артем Сітак           | Садік Кадір Пурав Раджа                     | 7–6(4), 7–6(5)       |
| 21.  | 2 вересня 2011    | Chang-Sat Bangkok Open 2011 (Бангкок)         | Тверде (відкрите) | Ріккардо Гедін        | Ніколас Монро Людовік Вальтер               | 6–4, 6–4             |